# Psellonus dawanqu
Espèce
Psellonus dawanqu est une espèce d'araignées aranéomorphes de la famille des Philodromidae.

## Distribution
Cette espèce est endémique du Guangdong en Chine,. Elle se rencontre dans le district de Dayawan.

## Description
Le mâle holotype mesure 2,92 mm et la femelle paratype 3,06 mm.

## Systématique et taxinomie
Cette espèce a été décrite par Lin et Li en 2024.

## Étymologie
Son nom d'espèce lui a été donné en référence au lieu de sa découverte, Dàwānqū.

## Publication originale
- Lin, Li, Mo & Wang, 2024 : « Thirty-eight spider species (Arachnida: Araneae) from China, Indonesia, Japan and Vietnam. » Zoological Systematics, vol. 49, no 1, p. 4-98.